# 喜來芝
喜來芝，是一種深褐色的植物性瀝青，在部分地區依法當作「不得宣稱療效」的膳食補充品來分類，中文另有塔斯馬依、渣馴的別稱。梵語 शिलाजतु（śilājatu/shilaras/silajit）意思是“岩石的征服者，虛弱的驅逐者”，在阿拉伯被稱為“山的汗”，在緬甸為“山的血”，在西藏及蒙古為“岩石的汁液”，阿爾泰山為“山的油”。阿拉伯人則稱為“Mumie”，波斯語為“Mum”，尼泊爾語為“大自然的恩賜”，在美國則較常被稱為Shilajit、Shilajeet、Salajit，在歐洲名稱則如mumiyo、mumie、moomio、mumijo、mummyo、moomiyo，在俄羅斯則被稱為myemu或mumie；其拉丁文為Asphaltum punjabinum。目前常用名稱為Shilajit。
喜來芝其形成的方式是透過微生物長期分解，喜來芝是經過微生物長時間慢慢生成的生物活性脂狀物。目前在不同的地區，如不丹、中國、歐洲、美洲、西藏、印度、俄國、高加索區域等國家，已被發現利用喜來芝達3000年的歷史。。

## 歷史
在印度的傳統醫學中被認為是一種治療傷口極佳的藥，在治療骨折、抗發炎和抗老除皺都有效果。於是喜來芝被廣泛的應用於不丹、俄羅斯、印度、哈薩克等國家傳統醫學上，在古希臘時期亞里斯多德曾提過喜來芝，在西元前1世紀印度的阿育吠陀兩大重要醫學著作《遮羅迦集》（Caraka Samhita）形容是如黃金一般的石頭，以及在《妙聞集》（Susruta Samhita）被描述為凝膠狀的物質，在西元11世紀初阿維森納的醫典（The Canon of Medicine）中也有紀載喜來芝可以除去腫瘤和暗瘡，可見得喜來芝從很久以前就已被應用在醫學上。而在蘇聯時期也曾因喜來芝過於珍貴而禁止相關的出口。

## 形成
形成的方式是在地面下透過微生物長期分解，再由造山運動將這些物質一同往山上移動，在夏天時期會從海拔4000公尺喜馬拉雅山或高山岩縫中滲出來，其本身具有良好的穩定性且不易腐敗、變質，能長期保存。

## 產地
產於喜馬拉雅山脈、西藏高原、高加索山脈、阿爾泰山、西伯利亞山脈等海拔1000-5000公尺的山區。而在這些產地附近的國家則有中國、哈薩克、俄羅斯、吉爾吉斯、烏茲別克、塔吉克、阿富汗、巴基斯坦、伊朗、土耳其、尼泊爾、不丹、緬甸、越南、挪威等。

## 獲得方式
不丹喜來芝來自於喜馬拉雅山的泥岩，當地採收需由人工攀爬岩壁刮取獲得，去除泥沙等雜質后，在淨水中攪拌均勻並靜置一段時間，取其上清液再將之加熱濃縮至膏狀即可。而其本身具有良好的穩定性可耐低溫且不易腐敗變質，能長期保存。

## 分類
喜來芝也會根據含有金屬種類的差異而有不同的顏色並加以分級，如：含金較多則為紅色 (Sauvarna Shilajit)、含銀為白色 (Rajat Shilajit)、含銅為藍色 (Tamra Shilajit)、含鐵為黑色 (Lauha Shilajit Shilajit)，其中又以含金的黑色喜來芝最為稀少被認為療效最佳，在自然界中以含鐵喜來芝被應用在傳統醫學上最多。

## 安全性

### 哺乳類動物長時間服用喜來芝
為了瞭解在立即食用少量或大量的喜來芝上是否會造成身體上的急性毒性反應，在2012年《Asian Pacific Journal of Tropical Biomedicine》期刊中Velmurugan 等人研究91天連續餵食小鼠喜來芝，發現他們在行為上沒有改變且無死亡及發病的現象產生，並量測他們體內器官的鐵含量和重量，在器官重量方面則是和對照組無顯著差異。Sidney J. Stohs在2014年《Phytotherapy Research》期刊裡報導對大鼠餵食高劑量的喜來芝並沒有產生急性毒性反應；而連續餵食大鼠喜來芝90天，並沒有發現喜來芝對這些老鼠們的肝、腎、造血功能或行為上有任何負面的影響。
而在連續30天的餵食實驗中，在1973年《Eksp Khir Anesteziol》期刊中Kel'ginbaev等人將喜來芝餵食兔子和小鼠連續一個月，發現他們的臟器在病理學和外觀上並沒有任何顯著的變異。此外2012年《Experimental immunology》期刊中GAZIM BIŽANOV等人以喜來芝連續餵食大鼠90天的評估報告中，發現不會對其心臟、肝臟、腎、血球細胞、神經和內分泌系統產生影響。
2013年《Journal of Veterinary Science & Animal Husbandry》期刊中 Fleck A等人，連續150天早晚分別餵食患有關節炎的狗含有喜來芝的藥，第90天的時候狗疼痛指數有明顯的改善，而在150天狗的行為能力有大幅的改善，像是能跑、跳甚至於爬樓梯也沒問題，而此過程中無論是體重、心跳、體溫等等身體上的指數，均沒有任何顯著的改變，此外在體內的腎臟的血清指標 (血中尿素氮 (BUN)和血清肌酸酐 (Creatinine))、肝 (總膽紅素 (Bilirubin)、血清轉胺酶 (ALT)和天門冬氨酸氨基轉移酶 (AST))或著心肌跟骨骼肌的功能值 (肌酸磷化脢 (CK))均沒有任何顯著的改變。

### 囓齒動物毒性試驗
為了觀察喜來芝是否會造成基因突變的現象，在2014年《Phytotherapy Research》期刊中Sidney J. Stohs餵食小鼠喜來芝，並觀察在其骨髓在分裂時的染色體上，並沒有產生任何異常的突變現象。為了瞭解喜來芝是否會對懷孕的大鼠產生畸胎，在1982年《Kazan medical journal》Anisimov等人在實驗中對一批懷孕的大鼠餵食喜來芝，發現其並沒有引起任何胚胎毒性或致畸的現象產生；相同的的結果在Al-Himaidi等人餵食喜來芝給懷孕的小鼠的實驗中，發現這些老鼠的胚胎數目無差異，在實驗期間體重也無差異。
在2003年《Online Journal of Biological Science》期刊中，Ahmed R 等人探討灌食喜來芝水溶液對於懷孕母鼠的胚胎是否會造成影響，並觀察其胎盤重量、幼鼠及胚胎吸收之數目、以及母鼠體重增加趨勢。其結果均沒有顯著差異和其他不良影響。

### 人體全身實驗 (Systemic toxicity)
在2003年《Ancient science of life》中的人體試驗將對16-30歲的受測者每天給予喜來芝連續45天，並觀察到他們的心跳、血壓、體重、血液組成以及肝臟腎臟功能均沒有顯著的變化。
在2014年《Phytotherapy Research》中Sidney J. Stohs也提到給予健康的受測者一天兩次喜來芝連續90天後，在其肝、腎功能、生命徵象和血的組成均沒有發現有任何的改變。此外在2015《Andrologia》中Pandit S等人將對45-55歲健康的男性給予一天兩次的喜來芝連續90天，並觀察其體內賀爾蒙(LH和FSH)和一般正常人的含量是一樣的。
2010年《Andrologia》Biswas TK等人將35位有不孕紀錄長達1-5年的30-45歲男性作為本次試驗對象，讓28位自願受測男性一天吃兩次的喜來芝連續達90天後，檢測其腎功能有無異常，發現從尿素、白蛋白、總蛋白、球蛋白、尿酸、膽紅素等等腎的基本檢測項目中，均沒有發現有任何異常的不良影響。作者並在試驗前和結束時檢驗受試者精液的品質和生理參數，試驗結果發現受試者的精液品質有明顯的改善，但卻沒有影響其生理功能，此外三個月後有幾位受測者均告訴作者，在經過此試驗期後期太太們也都跟著有身孕了。

## 相關法規

### 美國食品管理對於喜來芝之歸類與相關規範
在美國，喜來芝屬於「膳食補充品」(相關法案請參考《膳食補充品的健康資訊及教育法案》（Dietary Supplement Health and Education Act，以下簡稱DSHEA法案）)。DSHEA法案中對膳食補充品定義為對於人體有益，可提供國民不足的營養，且有助於預防疾病。
依照此法案的規定，業者在產品上市前僅須向美國FDA申報膳食補充品的安全性認可方法，就無須經過核准。另外膳食補充品上，須明確標示出「本產品之宣稱並未經過FDA評估，且其亦不用於診斷、治療、治癒，或預防任何疾病」。

### 歐洲國家對於「喜來芝」之相關規範
根據荷蘭「發展中國家進口促進中心」（Centre for the Promotion of Imports from Developing Countries, Netherlands）針對喜來芝在歐洲市場的分析調查報告指出，喜來芝在歐洲各國多被列為「食品補充品」（food supplement）。

#### 英國（United Kingdom）
喜來芝被英國政府判定為「非醫療用品；從植物的分解所形成的焦油狀物質，在英國藥品法規中不被視為草藥。於阿育吠陀中使用」。
英國本土並無喜來芝的生產源，因此在英國市售的喜來芝產品同樣得依靠進口。進口的食品補充品在上市前，無須註冊、證明其功效或經過核准等程序，但英國政府規定進口商必須保證其產品的安全性，且為了符合歐盟與英國法規規定，故不得有療效的宣稱；不過廠商仍需提交產品安全或合法的佐證文件，讓英國海關能夠在食品入境時進行抽驗，不符法規者將被退回或銷毀。
英國對食品補充品的規定，無論是歐盟內部流通者或外來進口者，皆以較開放的方式去面對，但有宣稱療效的產品則採取嚴謹的管理方式。從英國食品補充品和進口管理方式來看，喜來芝在英國是屬於准可食用的食品補充品。

#### 德國（Germany）
德國與美國在食品補充品業者的管理方面是較為相似的，不管是國內業者或進口貿易商，只要從事食品補充品的製造、生產、銷售等業者，都應向「聯邦消費者保護和食品安全局」（Federal Office of Consumer Protection and Food Safety，原文：Bundesamt für Verbraucherschutz und Lebensmittelsicherheit；以下簡稱德國BVL）註冊，但無須經過核准。不過德國政府建議食品補充品業者，在進口或販售產品前，應向德國官方提供的食品專家諮詢產品流通至市場的可能性。業者在產品初次上市之前，為了使其他歐盟會員國家知曉此產品已於德國上市，須通知並提供產品的樣本給德國BVL。此外產品上須明顯標示「食品補充品」，以利消費者辨認。所以只要食品具安全性，並符合歐盟與德國的法規，該食品即可放行入境。
德國對於食品補充品的管理採嚴謹但開放的方式，雖然喜來芝在德國多數為「不常被食用的食品補充品」，但若進口喜來芝業者有良好配合相關程序，以及符合歐盟與德國規範，依舊可成為食用食品進入德國市場，目前在德國的TISSO即為較成熟的喜來芝食品補充品販售之品牌。

## 功效

### 現代醫學角度
喜來芝中被認為最主要的功效有機物為胡敏酸及富里酸，而根據阿育吠陀、藏醫藥典、哈薩克醫學的紀載以及現代醫學臨床研究，目前喜來芝大多都被使用在抗發炎和治療潰瘍上。
在傳統醫療劑量上為每天服用0.3 g，持續20-25天，可治療消化道潰瘍；此外若經過燒傷後的傷口，喜來芝能避免傷口發炎、加速癒合，且能降低疼痛感；實驗證明一天兩次100 mg/kg的喜來芝，能有效的使老鼠的胃潰瘍獲得明顯的改善；此外若劑量為50 mg/kg則能夠有效的降低老鼠由發炎所引起的水腫。

#### 抗菌
在抗菌的研究中指出，2% (W/V)的喜來芝能有效的抑制革蘭氏陽性（短芽孢桿菌，巨大芽孢桿菌，枯草芽孢桿菌和藤黃微球菌）和兩個物種革蘭氏陰性的（大腸桿菌和丁香假單胞菌的）細菌生長，使他們不再繼續產生後代，以達到抗菌的效果；另一篇研究顯示喜來芝能抗葡萄球菌、鏈球菌、大腸桿菌、腸球菌、變形桿菌等。

#### 抗氧化
此實驗是利用老鼠的肝均漿，發現在利用1 mg/ml的喜來芝，能有效的維持glutathione (GSH，體內天然的抗氧化劑)的濃度，增強其抗氧化的能力；而另一證明則是能使malondialdehyde (體內產生氧化反應的產物)的量下降。

#### 提高記憶力
若每天餵食5-50 mg/kg劑量的喜來芝給老鼠，證明可延長老鼠的記憶能力。

#### 糖尿病
喜來之具有清除自由基的功能，動物實驗證明，連續餵食老鼠28天100 mg/kg劑量的喜來芝，能有效減輕高血糖的數值，所以在研究中發現，喜來芝能預防第二型糖尿病。

#### 抗過敏
在動物的抗過敏實驗中發現，從喜來芝當中萃取的富里酸，連續餵食老鼠10 mg/kg兩個星期，能有效的使導致過敏反應的肥大細胞作用降低，進而達到抗過敏。

#### 免疫調節
研究學者發現，連續餵食老鼠25-50 mg/kg的喜來芝5天，能有效的降低5-羥色胺和5-羥基引朵醋酸，以及提升腦內的多巴胺，被認為能有效的提升體液中的免疫反應。

#### 抗愛滋病
在6個月的臨床研究治療期間，36位病患中有食用喜來芝的22位，其體內原先被攻擊的免疫細胞 (CD4、CD8)在治療後發現細胞量增加0.34-0.37%，其中有10位病患持續接受治療1年後，發現其免疫細胞增加量為0.58-0.99%。

#### 促進代謝
有研究顯示，若讓運動員每日連續服用0.3-0.6 g的喜來芝約2-2.5個月 (中間兩次間隔停止服用共約30-40天)，可促使各不同器官的合成速度被提升、蛋白質和核酸合成、加速肝臟的代謝效率，且能促使骨頭吸收鈣、鎂和磷礦物質的吸收。

#### 刺激體細胞再生
在20天的骨頭治療下，50位病人在每天服用0.6 g的喜來芝後，被證明能有效地促使骨細胞再生。

#### 抗焦慮
在老鼠的動物實驗中，有研究指出使用喜來芝能促使在焦慮狀態中的大腦產生多巴胺，進而產生抗焦慮的功用。

#### 治療關節炎
有動物研究期刊指出，連續給予患有關節炎的狗服用150天的喜來芝複方治療，在前兩個月的時候狗的疼痛指數有明顯的下降，而在第三個月實驗結束時，治療組的狗的身體健康狀況則回復到一般的狗正常狀況，可見得喜來芝對於關節炎的治療是有效的

#### 治療神經痛
有不少研究學者指出，喜來芝在治療神經痛的方面，搭配其他藥材後形成複方藥材，使用在患者身上也具有顯著的療效。

#### 治療腦水腫
有研究指出在給予老鼠連續注射150-250 mg/kg喜來芝四天後，發現能有效的治療由外傷導致的腦水腫

#### 治療阿茲海默症
連續注射20 mg/ml的喜來芝7天能夠使老鼠的記憶力提升，此外給予16名老年癡呆症患者24周喜來芝的臨床治療，喜來芝中的富里酸也能穩定導致失智症之一的Tau蛋白凝結，可見得喜來芝確實有治療阿茲海默症的能力

#### 降低膽固醇
經實驗證明在連續每天食用2克喜來芝45天後，血液中的三酸甘油酯、高密度脂肪、膽固醇的量都有顯著的下降，有效提高血液中的抗氧化強度，能顯著降低膽固醇的含量

#### 提升精子的品質
喜來芝在近年的研究中，均證明能有效地提升男性精子的數量和質量，使男性的性欲提升並增加受孕的機率，且不會影響到正常人體的功能，使得男性增加睪固酮及精蟲量。

#### 抗紫外線
由於喜來芝當中富含胡敏酸，而有研究學者指出胡敏酸能有效地提升細胞在各種不同光輻射下的存活率，藉此證明胡敏酸能有效的幫助細胞抵抗紫外線。

#### 功效補充
骨折、高血壓、癤癰 (毛囊炎)、風濕性關節炎、類風溼性關節炎、坐骨神經痛、癔病 (歇斯底里)、躁狂症、高黏血症、酗酒、舌炎、水腫、乳腺炎、牙齦腫、牙痛、扁桃體炎、腮腺炎、嘴唇乾裂、口腔炎症、神經衰弱、普魯氏菌病、老年斑、血管硬化、癱瘓、顏面神經麻痺、腎盂炎、膽囊炎、胃炎，防衰老、消除皺紋、促進骨折癒合、利消水腫、降血壓、使膿瘡開口消炎、止痛。

### 傳統醫學角度
另外在《四部醫典．論說續》第十九章“藥物的性味和消化論”中記載，喜來芝等屬于苦味藥；《四部甘露藏》第三部《活命治療花部》第十九章中記載相同。
依照經典紀載，喜來芝的功效可分成基本功效以及五種個別功效的區別：

#### 基本功效
在《四部醫典》中《四部醫典．論說續》第十九章“藥物的性味和消化論”中記載，渣馴等屬于苦味藥。其功效有：
I. 延年益壽
《四部醫典．秘訣續部》第九十章「養老攝生」中則明言：『世上疾病渣馴無不治，特於熱盛之人能延壽。』
II.平衡「寒熱」，恢復內臟機能與能量平衡，化解各個形式的病症
《四部醫典．論說續》第二十章「藥物功效論」中提到：渣馴能醫治一切熱症，特別對清胃熱、清肝熱、清胃熱等療效顯著。
《月王藥診》藥和食物的功效的章節中記載："渣馴能乾枯膿血，主治肝病，清諸熱，誘發寒症"
《四部甘露藏》第三部《活命治療花部》第二十章"藥物功效論"中記載："渣馴治療各種熱性病，尤其能清除胃肝腎熱"
《藏醫藥選編》的藥物功效論中提到："功能：除熱。主治：一切熱病及肝胃臟、腎臟熱性疾病。" 認為"渣馴溫泉是在實質山中，岩壁縫隙間經常有'渣馴'水涓滴而下，泉水做紫色，味苦，氣香郁，泉水經過之處，形成青綠色之蜿蜒痕跡。主治：紫痰病、垢甲病，小便不通等病"。

#### 五種喜來芝功效的差異
五種渣馴的療效存在一定的差異，據《(八支)注釋》記載：
金晶：從金礦石中流出的金晶，顔色紅黃，味甘而苦，性 (效)涼滑潤，消除培根、隆和赤巴病。
銀晶：銀礦石中流出的銀晶，色白，味甘，性涼效乾燥，消黃水病。
銅晶：銅礦石中流出的銅晶，色如孔雀頸，味苦，性涼而輕，治培赤 (濕熱)兼症。
鐵晶：鐵礦石中流出的鐵晶，色黑，味苦微鹹，黃牛尿味，性熱而銳，治培根症。
錫晶：錫鉛礦石中流出的錫鉛晶 (劣晶)，色黑，味苦微鹹，黃牛尿味，效糙質劣。
(註：隆 (類似中醫的“氣”)、赤巴 (負責人體各內臟機能活動的一種因素，與中醫的“火”的概念相似)、培根 (與人體津液、粘液等水液物質和機能關系密切。)三者共同協調作用，維持著人體的生理平衡，一旦失調即可發生種種病理變化。)

## 組成
一般喜來芝的有機物含量約在60-80%，礦物質含量則在15-20%；在含鐵的植物來源喜來芝的主要成分為60%-80%的胡敏素和富里酸，所以喜來芝中富含礦物鹽、胺基酸、富里酸等營養素，而其他的有機成分則為：苯甲酸、馬尿酸、脂肪酸 (肉豆蔻酸、硬脂酸、油酸、岩芹酸、亞油酸、月桂酸、飽和脂肪酸)、魚石脂、柔花酸、樹脂、三萜類、固醇、芳香族羧酸、3,4-苯并香豆素、胺基酸、酚類脂質、85種微量礦物質 (鉀、鈣、鎂為最多)、乳膠、白蛋白、甾醇、茶多酚、酚醛脂質、二苯并-α-吡喃酮 (DBP)、硒、二苯并-α-吡喃酮色蛋白 (DCPs)等。
 